# Brand New Day (Bryan Adams)
Brand New Day è una canzone rock scritta da Bryan Adams e Jim Vallance per il tredicesimo album in studio Get Up!, è stata pubblicata come singolo principale dell'album.
Ha debuttato in prima assoluta il 4 settembre 2015 sulla emittente radiofonica britannica BBC Radio 2, è stato pubblicato il 7 settembre 2015.

## Il video
(Bryan Adams breve dichiarazione sull'attrice Helena Bonham Carter)
Diretto da Adams, il video musicale è stato girato in bianco e nero,  con la partecipazione della pluri-candidata ai Premi Oscar, Golden Globe e vincitrice del Premio BAFTA l'attrice inglese Helena Bonham Carter e Theo Hutchcraft cantante del gruppo musicale synthpop britannico Hurts.
Il video ha debuttato in anteprima sul sito web della rivista statunitense EW.
Il 16 settembre 2015, sul suo canale Vevo, ha pubblicato un dietro le quinte del video, nel quale Adams ne ha spiegato la realizzazione.

## Formazione
- Bryan Adams: chitarra acustica, chitarra elettrica, voce, cori
- Jeff Lynne: chitarra elettrica, chitarra acustica, basso, batteria, cori
- Steve Jay: tamburello

### Personale tecnico
- Jeff Lynne: produttore, missaggio
- Steve Jay: registrazione, missaggio
- Bob Ludwig : masterizzazione

## Classifiche
| Classifica (2015)                  | Picco Posizione |
| ---------------------------------- | --------------- |
| Polonia, Polskie Radio Program III | 28              |
| Polonia, Radio PiK                 | 1               |
| Stati Uniti (adult contemporary)   | 25              |